# Isola del Coltellazzo
L'isola del Coltellazzo è un'isola scogliosa dell'Italia, in Sardegna.